# Frank Abney Hastings
Frank Abney Hastings (Willesley, 14 febbraio 1794 – Zante, 1º giugno 1828) è stato un ammiraglio inglese.

## Biografia

### I primi anni ed il ruolo nella rivoluzione greca
Hastings era figlio del tenente generale sir Charles Hastings di Willesley Hall, figlio naturale di Francis Hastings, X conte di Huntingdon. Frank entrò nella marina inglese nel 1805 e fu a bordo della HMS Neptune durante la Battaglia di Trafalgar; nel 1820 ebbe però uno scontro verbale col suo capitano e lasciò il servizio sulla nave. I moti rivoluzionari dell'epoca gli offrirono la possibilità di impieghi all'estero. Hastings trascorse un anno sul continente per apprendere la lingua francese e salpò poi alla volta della Grecia il 12 marzo 1822 da Marsiglia. Il 3 aprile raggiunse Idra. Per due anni prese parte alle operazioni navali dei greci rivoluzionari nel Golfo di Smirne e altrove.

### Scritti e innovazioni
Durante le operazioni in Grecia, Hastings vide come gli squadroni leggeri dei greci venivano facilmente sopraffatti dalla marina pesante turca e per questo nel 1823 egli scrisse e presentò a Lord Byron un proprio memorandum che presentò poi anche al governo greco nel 1824. Questo documento è di particolare interesse per la sua importanza nell'ambito dell'insurrezione greca dal momento che contiene il germe della grande rivoluzione che si basò essenzialmente su innovative tattiche militari della marina. In sostanza il memorandum richiedeva l'uso di vaporiere anziché semplici navi a vela.

### Altre avventure in Grecia
Nel 1824, Hastings tornò in Inghilterra per acquistare una nave a vapore, e nel 1825 essa venne riadattata militarmente col nome di Karteria ("Perseveranza"), guidata da una ciurma inglese, svedese e greca, provvista di un apparato di difesa efficace. Come ebbe modo di provare in alcuni scontri, l'effetto prodotto dalle sue innovazioni contro la marina turca che assediava Atene a Oropos e Volos nel marzo e aprile 1827, fu una chiara prova di quanto egli avesse fatto per il paese.
Alcuni errori militari causarono la sconfitta dei greci presso Atene, ma Hastings, in cooperazione col generale Richard Church, spostò lo scenario d'attacco nella Grecia occidentale. Qui la sua distruzione di un piccolo squadrone turco nella Baia di Salona nel Golfo di Corinto (29 settembre 1827) portò Ibrahim Pasha a tenere un atteggiamento aggressivo che portò alla distruzione della sua fotta da parte degli alleati nella Battaglia di Navarino il 20 ottobre 1827.
Il 25 maggio 1828 egli venne ferito durante un attacco a Aitoliko, e morì nel porto di Zante il 1º giugno di quell'anno. Il generale Thomas Gordon, che prestò servizio nella guerra e descrisse la sua storia, disse di lui: "Se viè mai stato un vero disinterissato ed un autentico filelleno quello fu Hastings. Egli non ricevette paga, e spese gran parte della propria fortuna per mantenere il Karteria al largo per almeno sei mesi. La sua nave fu l'unica della marina greca ad essere mantenuta con regolarità."

## Ascendenza
|                                         |              |                     | Genitori                             |  |  | Nonni |  |  | Bisnonni                                    |  |  | Trisnonni                                    |  |
|                                         |              |                     |                                      |  |  |       |  |  | Theophilus Hastings, IX conte di Huntingdon |  |  | Theophilus Hastings, VII conte di Huntingdon |  |
|                                         |              |                     |                                      |  |  |       |  |  | Theophilus Hastings, IX conte di Huntingdon |  |  | Theophilus Hastings, VII conte di Huntingdon |  |
|                                         |              | Mary Frances Fowler |                                      |  |  |       |  |  | Theophilus Hastings, IX conte di Huntingdon |  |  |                                              |  |
| Francis Hastings, X conte di Huntingdon |              |                     |                                      |  |  |       |  |  | Theophilus Hastings, IX conte di Huntingdon |  |  |                                              |  |
|                                         |              | Selina Shirley      | Washington Shirley, II conte Ferrers |  |  |       |  |  |                                             |  |  |                                              |  |
|                                         |              | Selina Shirley      | Washington Shirley, II conte Ferrers |  |  |       |  |  |                                             |  |  |                                              |  |
|                                         |              | Selina Shirley      | Mary Levinge                         |  |  |       |  |  |                                             |  |  |                                              |  |
| Charles Hastings, I baronetto           |              | Selina Shirley      |                                      |  |  |       |  |  |                                             |  |  |                                              |  |
|                                         |              | …                   | …                                    |  |  |       |  |  |                                             |  |  |                                              |  |
|                                         |              | …                   | …                                    |  |  |       |  |  |                                             |  |  |                                              |  |
|                                         |              | …                   | …                                    |  |  |       |  |  |                                             |  |  |                                              |  |
| Mademoiselle Lany                       |              | …                   |                                      |  |  |       |  |  |                                             |  |  |                                              |  |
|                                         |              | …                   | …                                    |  |  |       |  |  |                                             |  |  |                                              |  |
|                                         |              | …                   | …                                    |  |  |       |  |  |                                             |  |  |                                              |  |
|                                         |              | …                   | …                                    |  |  |       |  |  |                                             |  |  |                                              |  |
| Frank Abney Hastings                    |              | …                   |                                      |  |  |       |  |  |                                             |  |  |                                              |  |
|                                         | Thomas Abney | Edward Abney        |                                      |  |  |       |  |  |                                             |  |  |                                              |  |
|                                         | Thomas Abney | Edward Abney        |                                      |  |  |       |  |  |                                             |  |  |                                              |  |
|                                         | Thomas Abney | Judith Barr         |                                      |  |  |       |  |  |                                             |  |  |                                              |  |
| Thomas Abney                            | Thomas Abney |                     |                                      |  |  |       |  |  |                                             |  |  |                                              |  |
|                                         |              | …                   | …                                    |  |  |       |  |  |                                             |  |  |                                              |  |
|                                         |              | …                   | …                                    |  |  |       |  |  |                                             |  |  |                                              |  |
|                                         |              | …                   | …                                    |  |  |       |  |  |                                             |  |  |                                              |  |
| Parnel Abney                            |              | …                   |                                      |  |  |       |  |  |                                             |  |  |                                              |  |
|                                         |              | …                   | …                                    |  |  |       |  |  |                                             |  |  |                                              |  |
|                                         |              | …                   | …                                    |  |  |       |  |  |                                             |  |  |                                              |  |
|                                         |              | …                   | …                                    |  |  |       |  |  |                                             |  |  |                                              |  |
| …                                       |              | …                   |                                      |  |  |       |  |  |                                             |  |  |                                              |  |
|                                         |              | …                   | …                                    |  |  |       |  |  |                                             |  |  |                                              |  |
|                                         |              | …                   | …                                    |  |  |       |  |  |                                             |  |  |                                              |  |
|                                         |              | …                   | …                                    |  |  |       |  |  |                                             |  |  |                                              |  |
|                                         |              | …                   |                                      |  |  |       |  |  |                                             |  |  |                                              |  |